# Cudowronka złotogrzbieta
Cudowronka złotogrzbieta, cudowronka tęczowa, ptak rajski tęczowy (Paradisaea decora) – gatunek średniej wielkości ptaka z rodziny cudowronek (Paradisaeidae). Zamieszkuje endemicznie dwie wyspy u wschodnich wybrzeży Nowej Gwinei: Fergusson i Normanby. IUCN przyznaje gatunkowi status narażonego na wyginięcie (VU – Vulnerable). Dieta tych ptaków składa się w większości z jagód, ślimaków lub owadów. Istnieje wyraźny dymorfizm płciowy – samce są większe, posiadają ozdobne pióra i jaskrawsze barwy. Samice są ciemniejsze, bez ozdobnych piór.

## Taksonomia
Ptaki rajskie były znane już w czasach nowożytnych. Ocalała załoga wyprawy Ferdynanda Magellana dookoła świata przywiozła do Europy skóry ptaków z rodziny cudowronek (Paradisaeidae). Ptakom, ze względu na bajeczne kolory samców, przyznano istnienie pozaziemskie, stąd w wielu krajach europejskich cudowronki nazywane są do teraz „ptakami rajskimi”. Ponadto skóry ptaków były pozbawione nóg. Ludzie wysnuli teorię, jakoby ptaki te bez końca latały, a odżywiały się wyłącznie rosą. Aby to upamiętnić, jednemu z gatunków (cudowronce wielkiej, Paradisea apoda) nadano epitet gatunkowy apoda = beznogi. Dopiero trzy wieki później przyrodnicy mogli je zaobserwować w ich naturalnym środowisku.
Cudowronkę złotogrzbietą opisali Osbert Salvin oraz Frederick DuCane Godman w 1883 roku na łamach czasopisma „Ibis”. Holotyp pozyskano z wyspy Fergusson, leżącej po wschodniej stronie Nowej Gwinei. Gatunek został nazwany Paradisea decora; obecnie nazwa rodzajowa zapisywana jest jako Paradisaea, gdyż Paradisea to rodzaj roślin. Nazwa naukowa cudowronki złotogrzbietej to połączenie dwóch łacińskich słów: Paradisea – raj, niebo oraz epitet gatunkowy decora – piękny. Angielska nazwa tej cudowronki – Goldie's Bird of Paradise – honoruje szkockiego botanika Andrew Goldiego, który w 1872 roku obserwował cudowronki złotogrzbiete na wyspach oraz dostarczył okazy autorom pierwszego opisu.
Cudowronka złotogrzbieta jest gatunkiem monotypowym, tzn. nie wyróżnia się podgatunków.

### Pozycja systematyczna
Przeprowadzono badania nad ptakami zamieszkującymi Nową Gwineę. Zbadano cytochromy b, introny 11, dehydrogenazy oraz dekarboksylazę ornityny, aby sprawdzić pokrewieństwo między tymi ptakami. Okazuje się, że najbliższym krewnym P. decora jest P. rubra. Ponadto P. decora tworzy nadgatunek z P. minor, P. apoda, P. raggiana oraz z P. rubra. Rodziną siostrzaną cudowronek są krukowate (Corvidae). Dobrym na to przykładem jest ptak grabiec (Lycocorax pyrrhopterus) z rodziny cudowronek; jest on tak podobny do krukowatych, że przez pewien czas był do nich zaliczany. Poniższy wyrywek kladogramu obrazuje pozycję systematyczną cudowronek z rodzaju Paradisaea:

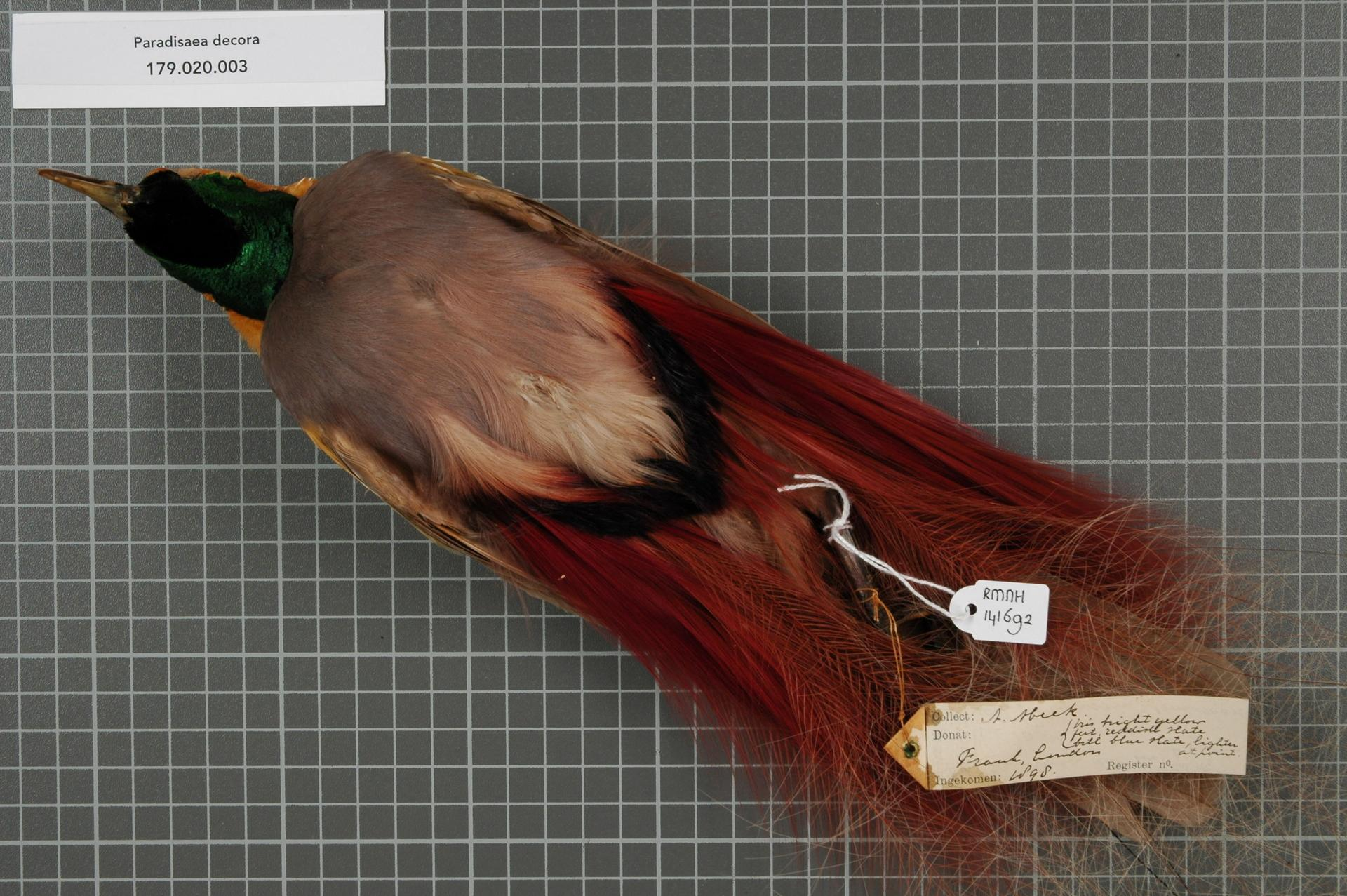
samiec z kolekcji muzealnej

|  | \| \| P. raggiana \| \| \| \| \| \| P. apoda \| \| \| \| |
|  |                                                          |
|  | P. minor                                                 |
|  |                                                          |
|  | P. raggiana                                              |
|  |                                                          |
|  | P. apoda                                                 |
|  |                                                          |

|  | P. raggiana |
|  |             |
|  | P. apoda    |
|  |             |

|  | \| \| P. raggiana \| \| \| \| \| \| P. apoda \| \| \| \| |
|  |                                                          |
|  | P. minor                                                 |
|  |                                                          |
|  | P. raggiana                                              |
|  |                                                          |
|  | P. apoda                                                 |
|  |                                                          |

|  | P. raggiana |
|  |             |
|  | P. apoda    |
|  |             |

|  | \| \| P. raggiana \| \| \| \| \| \| P. apoda \| \| \| \| |
|  |                                                          |
|  | P. minor                                                 |
|  |                                                          |
|  | P. raggiana                                              |
|  |                                                          |
|  | P. apoda                                                 |
|  |                                                          |

|  | P. raggiana |
|  |             |
|  | P. apoda    |
|  |             |

|  | \| \| P. raggiana \| \| \| \| \| \| P. apoda \| \| \| \| |
|  |                                                          |
|  | P. minor                                                 |
|  |                                                          |
|  | P. raggiana                                              |
|  |                                                          |
|  | P. apoda                                                 |
|  |                                                          |

|  | P. raggiana |
|  |             |
|  | P. apoda    |
|  |             |

|  | \| \| P. raggiana \| \| \| \| \| \| P. apoda \| \| \| \| |
|  |                                                          |
|  | P. minor                                                 |
|  |                                                          |
|  | P. raggiana                                              |
|  |                                                          |
|  | P. apoda                                                 |
|  |                                                          |

|  | P. raggiana |
|  |             |
|  | P. apoda    |
|  |             |

|  | \| \| P. raggiana \| \| \| \| \| \| P. apoda \| \| \| \| |
|  |                                                          |
|  | P. minor                                                 |
|  |                                                          |
|  | P. raggiana                                              |
|  |                                                          |
|  | P. apoda                                                 |
|  |                                                          |

|  | P. raggiana |
|  |             |
|  | P. apoda    |
|  |             |

|  | \| \| P. raggiana \| \| \| \| \| \| P. apoda \| \| \| \| |
|  |                                                          |
|  | P. minor                                                 |
|  |                                                          |
|  | P. raggiana                                              |
|  |                                                          |
|  | P. apoda                                                 |
|  |                                                          |

|  | P. raggiana |
|  |             |
|  | P. apoda    |
|  |             |

|  | \| \| P. raggiana \| \| \| \| \| \| P. apoda \| \| \| \| |
|  |                                                          |
|  | P. minor                                                 |
|  |                                                          |
|  | P. raggiana                                              |
|  |                                                          |
|  | P. apoda                                                 |
|  |                                                          |

|  | P. raggiana |
|  |             |
|  | P. apoda    |
|  |             |

|  | \| \| P. raggiana \| \| \| \| \| \| P. apoda \| \| \| \| |
|  |                                                          |
|  | P. minor                                                 |
|  |                                                          |
|  | P. raggiana                                              |
|  |                                                          |
|  | P. apoda                                                 |
|  |                                                          |

|  | P. raggiana |
|  |             |
|  | P. apoda    |
|  |             |

|  | \| \| P. raggiana \| \| \| \| \| \| P. apoda \| \| \| \| |
|  |                                                          |
|  | P. minor                                                 |
|  |                                                          |
|  | P. raggiana                                              |
|  |                                                          |
|  | P. apoda                                                 |
|  |                                                          |

|  | P. raggiana |
|  |             |
|  | P. apoda    |
|  |             |

|  | \| \| P. raggiana \| \| \| \| \| \| P. apoda \| \| \| \| |
|  |                                                          |
|  | P. minor                                                 |
|  |                                                          |
|  | P. raggiana                                              |
|  |                                                          |
|  | P. apoda                                                 |
|  |                                                          |

|  | P. raggiana |
|  |             |
|  | P. apoda    |
|  |             |

|  | \| \| P. raggiana \| \| \| \| \| \| P. apoda \| \| \| \| |
|  |                                                          |
|  | P. minor                                                 |
|  |                                                          |
|  | P. raggiana                                              |
|  |                                                          |
|  | P. apoda                                                 |
|  |                                                          |

|  | P. raggiana |
|  |             |
|  | P. apoda    |
|  |             |

|  | \| \| P. raggiana \| \| \| \| \| \| P. apoda \| \| \| \| |
|  |                                                          |
|  | P. minor                                                 |
|  |                                                          |
|  | P. raggiana                                              |
|  |                                                          |
|  | P. apoda                                                 |
|  |                                                          |

|  | P. raggiana |
|  |             |
|  | P. apoda    |
|  |             |

|  | \| \| P. raggiana \| \| \| \| \| \| P. apoda \| \| \| \| |
|  |                                                          |
|  | P. minor                                                 |
|  |                                                          |
|  | P. raggiana                                              |
|  |                                                          |
|  | P. apoda                                                 |
|  |                                                          |

|  | P. raggiana |
|  |             |
|  | P. apoda    |
|  |             |

|  | \| \| P. raggiana \| \| \| \| \| \| P. apoda \| \| \| \| |
|  |                                                          |
|  | P. minor                                                 |
|  |                                                          |
|  | P. raggiana                                              |
|  |                                                          |
|  | P. apoda                                                 |
|  |                                                          |

|  | P. raggiana |
|  |             |
|  | P. apoda    |
|  |             |

|  | \| \| P. raggiana \| \| \| \| \| \| P. apoda \| \| \| \| |
|  |                                                          |
|  | P. minor                                                 |
|  |                                                          |
|  | P. raggiana                                              |
|  |                                                          |
|  | P. apoda                                                 |
|  |                                                          |

|  | P. raggiana |
|  |             |
|  | P. apoda    |
|  |             |

## Występowanie
Endemit dwóch wysp Fergusson i Normanby, leżących u wschodnich wybrzeży Nowej Gwinei, a należących do państwa Papua-Nowa Gwinea. Obserwowany jest na wysokościach 300–600 m n.p.m., najprawdopodobniej występuje także wyżej. Jej siedliskiem są lasy tropikalne i ich skraje; lata na dużych wysokościach, zwykle na wysokościach wierzchołków drzew, czasami w poszukiwaniu pokarmu zlatuje na niższe piętra lasu. Pożywienia szuka nad dużymi zakrzewieniami. Jest to ptak osiadły, nie odbywa żadnych długich wędrówek.

## Morfologia
Ptak ten jest średniej wielkości (nie wliczając pióropusza samca), samiec osiąga 33 cm, masę ciała 237 g, natomiast samica trochę mniejsza, osiąga 29 cm.
Cechą typową dla tego gatunku są jasnożółte oczy oraz pióra głowy, występujące u obu płci, a nawet u młodych osobników. Samce posiadają różowe oraz krwistoczerwone długie pióra godowe (przypominające kolorem te u P. raggiana), które wyrastają z grzbietu oraz kupra. Są one rozkładane podczas toków, kiedy w pobliżu są samice. Samce mają jasne upierzenie, czarne podgardle oraz szare pióra na piersi. Szczególnie w oczy rzucają się dodatkowe długie czarne sterówki. Pióra godowe samca oraz jego czarne sterówki mogą osiągnąć nawet 53,7 cm. Samice, osobniki młode (juv.) oraz młodziki mają ciało brązowe z jasnożółtą głową oraz czarnawym lub czekoladowym podgardlem. Pierś u samic jest kropkowana lub prążkowana.
Młode samce nie mają jeszcze dobrze wykształconych piór ozdobnych, przypominają bardziej samice.

## Głos
Ptak ten jest bardzo wokalny. Wydaje zwykle różne dźwięki o różnych tonacjach. Niekiedy wydają ciche, dzwoniące łok-łok. Podczas toków, kiedy samica zainteresuje się samcem, wydaje on ciche łik-łik, które za drugim razem jest bardzo donośne i głośne. Kiedy samce prezentują swe pióra, zaczynają podskakiwać i wydawać ostre Łaak, następnie wydają odgłosy (z ang. gargling) o mechanicznym brzmieniu, są tym razem wydawane zarówno przez samicę, jak i samca. Niekiedy samce wydają nosowe piski.

## Pożywienie
Gatunek przede wszystkim owocożerny; odżywia się głównie jagodami. Ulubionymi owocami zjadanymi przez P. decora są owoce należące do drzewa z gatunku Medusanthera laxiflora z rodziny Stemonuraceae (rodzaj wcześniej zaliczany do rodziny Icacinaceae). Owoce tej rośliny mają różowy miąższ oraz czarne nasiona. Te smukłe drzewa osiągają wysokość do 10 m.
Kolejna roślina, Plerandra stahliana (obecnie zaliczana do rodzaju szeflera), według miejscowych także dostarcza pokarm ptakowi.
Zaobserwowano także, jak dwa samce zbierają pokarm na ziemi. Zbierają na ziemi ślimaki (Gastropoda) lub owady (Insecta).
Samce niekiedy odrywają liście i rozrzucają je. Zachowania te i ich zastosowanie nie są do końca poznane i wymagają weryfikacji. Cudowronki te także chętnie odwiedzają sęki drzew i spijają z nich wodę.

## Status zagrożenia
Międzynarodowa Unia Ochrony Przyrody uznaje cudowronkę złotogrzbietą za gatunek narażony na wyginięcie (VU – Vulnerable). Liczebność populacji szacowana jest na zaledwie 430–450 osobników dorosłych. Trend liczebności populacji uznawany jest za spadkowy.
Ptak posiada bardzo mały zasięg występowania, ograniczony do dwóch wysp.
Podobnie jak inne cudowronki, ptak ten padł ofiarą człowieka. Dopóty nie były zbytnio dręczone przez miejscowych, dopóki na wyspy nie przybyli biali osadnicy. W XIX wieku zapanowała moda na kapelusze damskie z piórami samców oraz na wypchane osobniki. Bogato ozdobione kapelusze informowały o statusie społecznym danej osoby. Moda na rekwizyty z piór cudowronek powoli wymierała, w 1921 roku zakazano odłowu tych ptaków. Podobny los spotkał inne ptaki, takie jak kagu (Rhynochetos jubatus), tragopana rudolicego (Tragopan melanocephalus), azjatyckie dzioborożce (Bucerotidae), faetona czerwonosternego (Phaethon rubricauda) czy hawajskie ptaki z plemienia Drepanidini (hawajki, rodzina łuszczakowate).